# Villazala
Villazala é um município da Espanha na província de León, comunidade autónoma de Castela e Leão, de área 45,53 km² com população de 962 habitantes (2004) e densidade populacional de 21,13 hab/km².

## Demografia
| Variação demográfica do município entre 1991 e 2004 | Variação demográfica do município entre 1991 e 2004 | Variação demográfica do município entre 1991 e 2004 | Variação demográfica do município entre 1991 e 2004 |
| --------------------------------------------------- | --------------------------------------------------- | --------------------------------------------------- | --------------------------------------------------- |
| 1991                                                | 1996                                                | 2001                                                | 2004                                                |
| 1203                                                | 1101                                                | 1002                                                | 962                                                 |